# Todirostrum
Todirostrum – rodzaj małych ptaków z podrodziny klinodziobków (Triccinae) w rodzinie muchotyranikowatych (Pipromorphidae).

## Występowanie
Rodzaj obejmuje gatunki występujące w Ameryce Południowej i Centralnej oraz w południowym Meksyku.

## Morfologia
Długość ciała 8–10,2 cm, masa ciała 4,4–8 g.

## Systematyka

### Etymologia
- Todirostrum: rodzaj Todus Brisson, 1760 (płaskodziobek); łac. rostrum „dziób”[6].
- Triccus: gr. τρικκος trikkos mały, strzyżyko-podobny ptak, wciąż niezidentyfikowany, wspomniany przez Hezychiusza; w ornitologii triccus oznacza tyrankę[7]; nazwa zastępcza dla Todirostrum Lesson, 1831 ze względu na puryzm.

### Podział systematyczny
Do rodzaju należą następujące gatunki:
- Todirostrum poliocephalum (zu Wied, 1831) – klinodziobek żółtokantarowy
- Todirostrum nigriceps P.L. Sclater, 1855 – klinodziobek czarnogłowy
- Todirostrum pictum Salvin, 1897 – klinodziobek białogardły
- Todirostrum chrysocrotaphum Strickland, 1850 – klinodziobek żółtobrewy
- Todirostrum maculatum (Desmarest, 1806) – klinodziobek plamisty
- Todirostrum cinereum (Linnaeus, 1766) – klinodziobek szary
- Todirostrum viridanum Hellmayr, 1927 – klinodziobek wenezuelski